# Zgornje Dobrenje
Zgornje Dobrenje is een plaats in Slovenië en maakt deel uit van de gemeente Šentilj in de NUTS-3-regio Podravska. De plaats telde 87 inwoners op 1 januari 2020.